# 希臘鱒
希臘鱒，為輻鰭魚綱鮭形目鮭科的一種，為溫帶淡水魚，分佈於歐洲希臘Louros河流域，棲息在底中層水域，生活習性不明。